# 2013-as Formula–1 világbajnokság
A 2013. évi Formula–1 világbajnokság sorrendben a 64. Formula–1-es szezon volt. A szezon 19 nagydíjból állt, amin 11 csapat 22 autóval indult. Az egyéni világbajnok a címvédő Sebastian Vettel lett, aki így sorozatban negyedszer nyerte meg a világbajnokságot. A konstruktőri világbajnok a Red Bull-Renault lett, szintén sorozatban negyedszer.

## Változtatások 2013-tól
2013-tól a DRS-t az edzéseken és az időmérőn már nem lehetett szabadon használni.
A csapatok többé nem hivatkozhattak vis maiorra, amennyiben egy autó nem tudott visszajutni a bokszba önerejéből az időmérőn, kötelező volt produkálni az előírt mennyiségű üzemanyagmintát.
A minimális tömeg 642 kiló volt ebben az idényben.
Változott a súlyeloszlás is, elöl 292, hátul 343 kg lehetett a maximum, ez 1-1 kilós növekedést jelentett.
Az első szárnyak hajlékonyságát tovább csökkentették, 1000 N-os (102 kg-os) terhelésnél az eddigi 20 helyett csak 10 milliméter lehetett az eltérés a normál helyzettől. A csapatok használhattak egy karosszériapanelt, amellyel az autók orrában lévő lépcsőt tüntették el. Szigorúbbá váltak a töréstesztes előírások is.

## Átigazolások

### Csapatváltások
- Lewis Hamilton; Vodafone McLaren Mercedes pilóta → Mercedes AMG Petronas F1 Team pilóta
- Sergio Pérez; Sauber F1 Team pilóta → Vodafone McLaren Mercedes pilóta
- Nico Hülkenberg; Sahara Force India pilóta → Sauber F1 Team pilóta
- Charles Pic; Marussia F1 Team pilóta → Caterham F1 Team pilóta
- Heikki Kovalainen; Caterham F1 Team tesztpilóta → Lotus F1 Team pilóta (Kimi Räikkönent helyettesítette az utolsó két futamon)[2]
- Pedro de la Rosa; Hispania Racing Team pilóta → Scuderia Ferrari tesztpilóta

### Visszatérő pilóták
- Adrian Sutil; → Sahara Force India

### Újonc pilóták
- Esteban Gutiérrez; Sauber F1 Team tesztpilóta → Sauber F1 Team pilóta
- Valtteri Bottas;  Williams F1 Team tesztpilóta →  Williams F1 Team pilóta
- Max Chilton; Marussia F1 Team tesztpilóta → Marussia F1 Team pilóta
- Jules Bianchi; WSR Tech 1 Racing pilóta →  Marussia F1 Team pilóta
- Giedo van der Garde; GP2 Caterham Racing pilóta →  Caterham F1 Team pilóta

### Távozó pilóták
- Michael Schumacher; Mercedes AMG Petronas F1 Team pilóta → visszavonult
- Narain Karthikeyan; Hispania Racing Team pilóta → Auto GP, Super Nova International pilóta
- Timo Glock; Marussia F1 Team pilóta → DTM, BMW, Team MTEK pilóta
- Vitalij Petrov;  Caterham F1 Team pilóta →  DTM, Mercedes, Mücke Motorsport pilóta
- Bruno Senna;  Williams F1  pilóta → FIA WEC, Aston Martin Racing  pilóta
- Kobajasi Kamui; Sauber F1 Team pilóta → FIA WEC, AF Corse pilóta

### Távozó csapatok
- HRT-Cosworth

### Pénteki tesztpilóták/Beugró pilóták
- Robin Frijns; Formula Renault 3.5 Series, Fortec Motorsport pilóta → Sauber-Ferrari tesztpilóta
- Davide Rigon; Formula Renault 3.5 Series, BVM Target pilóta → Scuderia Ferrari tesztpilóta
- Davide Valsecchi; GP2, DAMS pilóta → Lotus F1 Team tesztpilóta
- Nicolas Prost; WEC, Rebellion Racing pilóta → Lotus F1 Team tesztpilóta
- Oliver Turvey; GP2, Carlin Motorsport pilóta → Vodafone McLaren Mercedes tesztpilóta
- Heikki Kovalainen; Caterham F1 Team pilóta → Caterham F1 Team tesztpilóta
- Ma Csing-hua; Hispania Racing Team tesztpilóta → Caterham F1 Team tesztpilóta
- Rodolfo González; Caterham F1 Team tesztpilóta → Marussia F1 Team tesztpilóta
- Alexander Rossi; GP2, Caterham Racing pilóta → Caterham F1 Team tesztpilóta
- James Calado; GP2, ART Grand Prix pilóta → Sahara Force India tesztpilóta
- Danyiil Kvjat; GP3 pilóta → Scuderia Toro Rosso tesztpilóta[3]

### Év közbeni pilótacserék
- Kimi Räikkönent a hátfájdalmai miatt az utolsó két futamon  Heikki Kovalainen helyettesítette.[4]

## A szezon előtt

### Új autófejlesztések
| Konstruktőr | Autó   | Bemutató ideje | Bemutató helye           |
| ----------- | ------ | -------------- | ------------------------ |
| Lotus       | E21    | január 28.     | Enstone, Anglia          |
| McLaren     | MP4-28 | január 31.     | Woking, Anglia           |
| Force India | VJM06  | február 1.     | Silverstone, Anglia      |
| Ferrari     | F138   | február 1.     | Maranello, Olaszország   |
| Sauber      | C32    | február 2.     | Hinwil, Svájc            |
| Red Bull    | RB9    | február 3.     | Milton Keynes, Anglia    |
| Mercedes    | F1 W04 | február 4.     | Jerez, Spanyolország     |
| Toro Rosso  | STR8   | február 4.     | Jerez, Spanyolország     |
| Caterham    | CT03   | február 5.     | Jerez, Spanyolország     |
| Marussia    | MR02   | február 5.     | Jerez, Spanyolország     |
| Williams    | FW35   | február 19.    | Barcelona, Spanyolország |

### Tesztek
| Dátum       | Helyszín                 | Pálya                         | Leggyorsabb versenyző | Csapat   | Idő      | Kör |
| ----------- | ------------------------ | ----------------------------- | --------------------- | -------- | -------- | --- |
| Február 5.  | Jerez, Spanyolország     | Circuito de Jerez-Ángel Nieto | Jenson Button         | McLaren  | 1:18,861 | 37  |
| Február 6.  | Jerez, Spanyolország     | Circuito de Jerez-Ángel Nieto | Romain Grosjean       | Lotus    | 1:18,218 | 95  |
| Február 7.  | Jerez, Spanyolország     | Circuito de Jerez-Ángel Nieto | Felipe Massa          | Ferrari  | 1:17,879 | 85  |
| Február 8.  | Jerez, Spanyolország     | Circuito de Jerez-Ángel Nieto | Kimi Räikkönen        | Lotus    | 1:18,148 | 83  |
| Február 19. | Barcelona, Spanyolország | Circuit de Catalunya          | Nico Rosberg          | Mercedes | 1:22,616 | 54  |
| Február 20. | Barcelona, Spanyolország | Circuit de Catalunya          | Sergio Pérez          | McLaren  | 1:21,848 | 97  |
| Február 21. | Barcelona, Spanyolország | Circuit de Catalunya          | Fernando Alonso       | Ferrari  | 1:21,875 | 97  |
| Február 22. | Barcelona, Spanyolország | Circuit de Catalunya          | Lewis Hamilton        | Mercedes | 1:23,282 | 52  |
| Február 28. | Barcelona, Spanyolország | Circuit de Catalunya          | Mark Webber           | Red Bull | 1:22,693 | 90  |
| Március 1.  | Barcelona, Spanyolország | Circuit de Catalunya          | Romain Grosjean       | Lotus    | 1:22,716 | 88  |
| Március 2.  | Barcelona, Spanyolország | Circuit de Catalunya          | Lewis Hamilton        | Mercedes | 1:20,588 | 117 |
| Március 3.  | Barcelona, Spanyolország | Circuit de Catalunya          | Nico Rosberg          | Mercedes | 1:20,130 | 131 |

## Csapatok
| Csapat                        | Konstruktőr | Modell | Motor             | Gumi | #  | Versenyző(k)        | Verseny | Tesztversenyző(k)                                      |
| ----------------------------- | ----------- | ------ | ----------------- | ---- | -- | ------------------- | ------- | ------------------------------------------------------ |
| Infiniti Red Bull Racing      | Red Bull    | RB9    | Renault RS27-2013 | P    | 1  | Sebastian Vettel    | 1-19    | Sébastien Buemi António Félix da Costa                 |
| Infiniti Red Bull Racing      | Red Bull    | RB9    | Renault RS27-2013 | P    | 2  | Mark Webber         | 1-19    | Sébastien Buemi António Félix da Costa                 |
| Scuderia Ferrari              | Ferrari     | F138   | Ferrari Type 056  | P    | 3  | Fernando Alonso     | 1-19    | Davide Rigon Marc Gené Pedro de la Rosa Kobajasi Kamui |
| Scuderia Ferrari              | Ferrari     | F138   | Ferrari Type 056  | P    | 4  | Felipe Massa        | 1-19    | Davide Rigon Marc Gené Pedro de la Rosa Kobajasi Kamui |
| Vodafone McLaren Mercedes     | McLaren     | MP4-28 | Mercedes FO 108Z  | P    | 5  | Jenson Button       | 1-19    | Gary Paffett Oliver Turvey                             |
| Vodafone McLaren Mercedes     | McLaren     | MP4-28 | Mercedes FO 108Z  | P    | 6  | Sergio Pérez        | 1-19    | Gary Paffett Oliver Turvey                             |
| Lotus F1 Team                 | Lotus       | E21    | Renault RS27-2013 | P    | 7  | Kimi Räikkönen      | 1-17    | Jérôme d’Ambrosio Davide Valsecchi Nicolas Prost       |
| Lotus F1 Team                 | Lotus       | E21    | Renault RS27-2013 | P    | 7  | Heikki Kovalainen   | 18-19   | Jérôme d’Ambrosio Davide Valsecchi Nicolas Prost       |
| Lotus F1 Team                 | Lotus       | E21    | Renault RS27-2013 | P    | 8  | Romain Grosjean     | 1-19    | Jérôme d’Ambrosio Davide Valsecchi Nicolas Prost       |
| Mercedes AMG Petronas F1 Team | Mercedes    | F1 W04 | Mercedes FO 108Z  | P    | 9  | Nico Rosberg        | 1-19    | Brendon Hartley Anthony Davidson Sam Bird              |
| Mercedes AMG Petronas F1 Team | Mercedes    | F1 W04 | Mercedes FO 108Z  | P    | 10 | Lewis Hamilton      | 1-19    | Brendon Hartley Anthony Davidson Sam Bird              |
| Sauber F1 Team                | Sauber      | C32    | Ferrari Type 056  | P    | 11 | Nico Hülkenberg     | 1-19    | Robin Frijns                                           |
| Sauber F1 Team                | Sauber      | C32    | Ferrari Type 056  | P    | 12 | Esteban Gutiérrez   | 1-19    | Robin Frijns                                           |
| Sahara Force India            | Force India | VJM06  | Mercedes FO 108Z  | P    | 14 | Paul di Resta       | 1-19    | James Rossiter James Calado                            |
| Sahara Force India            | Force India | VJM06  | Mercedes FO 108Z  | P    | 15 | Adrian Sutil        | 1-19    | James Rossiter James Calado                            |
| Williams F1 Team              | Williams    | FW35   | Renault RS27-2013 | P    | 16 | Pastor Maldonado    | 1-19    | Susie Wolff                                            |
| Williams F1 Team              | Williams    | FW35   | Renault RS27-2013 | P    | 17 | Valtteri Bottas     | 1-19    | Susie Wolff                                            |
| Scuderia Toro Rosso           | Toro Rosso  | STR8   | Ferrari Type 056  | P    | 18 | Daniel Ricciardo    | 1-19    | Sébastien Buemi António Félix da Costa Danyiil Kvjat   |
| Scuderia Toro Rosso           | Toro Rosso  | STR8   | Ferrari Type 056  | P    | 19 | Jean-Éric Vergne    | 1-19    | Sébastien Buemi António Félix da Costa Danyiil Kvjat   |
| Team Caterham                 | Caterham    | CT03   | Renault RS27-2013 | P    | 20 | Charles Pic         | 1-19    | Alexander Rossi Ma Csing-hua Heikki Kovalainen         |
| Team Caterham                 | Caterham    | CT03   | Renault RS27-2013 | P    | 21 | Giedo van der Garde | 1-19    | Alexander Rossi Ma Csing-hua Heikki Kovalainen         |
| Marussia F1 Team              | Marussia    | MR02   | Cosworth CA2013   | P    | 22 | Jules Bianchi       | 1-19    | Rodolfo González                                       |
| Marussia F1 Team              | Marussia    | MR02   | Cosworth CA2013   | P    | 23 | Max Chilton         | 1-19    | Rodolfo González                                       |

- Luiz Razia volt a szezon előtti teszteken  Max Chilton csapattársa a  Marussia csapatánál, azonban pénzügyi problémái voltak, emiatt felbontották a szerződését, így helyét  Jules Bianchi vehette át a teljes szezonra.

## Versenynaptár
Az ideiglenes naptárat a 2012-es szingapúri nagydíjon jelentették be, melyet a FIA Motorsport Világtanács 2012. szeptember 28-án jóváhagyott. 2013. február elején Ecclestone bejelentette, hogy a 2013-as versenynaptár 19 fordulós marad, miután az Európa nagydíj kikerült a versenynaptárból.
| Verseny | Hivatalos név                          | Nagydíj            | Pálya                          | Város         | Dátum          | Idő   | Idő      | Pályarajz     |
| Verseny | Hivatalos név                          | Nagydíj            | Pálya                          | Város         | Dátum          | Helyi | CET CEST | Pályarajz     |
| ------- | -------------------------------------- | ------------------ | ------------------------------ | ------------- | -------------- | ----- | -------- | ------------- |
| 1       | Rolex Australian Grand Prix            | Ausztrál nagydíj   | Albert Park Grand Prix Circuit | Melbourne     | március 17.    | 17:00 | 7:00     | Melbourne     |
| 2       | Petronas Malaysia Grand Prix           | Maláj nagydíj      | Sepang International Circuit   | Kuala Lumpur  | március 24.    | 16:00 | 9:00     | Sepang        |
| 3       | UBS Chinese Grand Prix                 | Kínai nagydíj      | Shanghai International Circuit | Sanghaj       | április 14.    | 15:00 | 9:00     | Sanghaj       |
| 4       | Gulf Air Bahrain Grand Prix            | Bahreini nagydíj   | Bahrain International Circuit  | Szahír        | április 21.    | 15:00 | 14:00    | Bahrein       |
| 5       | Gran Premio de España                  | Spanyol nagydíj    | Circuit de Catalunya           | Barcelona     | május 12.      | 14:00 | 14:00    | Barcelona     |
| 6       | Grand Prix de Monaco                   | Monacói nagydíj    | Circuit de Monaco              | Monte-Carlo   | május 26.      | 14:00 | 14:00    | Monte-Carlo   |
| 7       | Grand Prix du Canada                   | Kanadai nagydíj    | Circuit Gilles Villeneuve      | Montréal      | június 9.      | 14:00 | 20:00    | Montréal      |
| 8       | Santander British Grand Prix           | Brit nagydíj       | Silverstone Circuit            | Silverstone   | június 30.     | 13:00 | 14:00    | Silverstone   |
| 9       | Großer Preis Santander von Deutschland | Német nagydíj      | Nürburgring                    | Nürburg       | július 7.      | 14:00 | 14:00    | Nürburgring   |
| 10      | Magyar Nagydíj                         | Magyar nagydíj     | Hungaroring                    | Mogyoród      | július 28.     | 14:00 | 14:00    | Mogyoród      |
| 11      | Shell Belgian Grand Prix               | Belga nagydíj      | Circuit de Spa-Francorchamps   | Spa           | augusztus 25.  | 14:00 | 14:00    | Spa           |
| 12      | Gran Premio d'Italia                   | Olasz nagydíj      | Autodromo Nazionale di Monza   | Monza         | szeptember 8.  | 14:00 | 14:00    | Monza         |
| 13      | SingTel Singapore Grand Prix           | Szingapúri nagydíj | Marina Bay Street Circuit      | Szingapúr     | szeptember 22. | 20:00 | 14:00    | Szingapúr     |
| 14      | Korean Grand Prix                      | Koreai nagydíj     | Korean International Circuit   | Yeongam       | október 6.     | 15:00 | 8:00     | South Jeolla  |
| 15      | Japanese Grand Prix                    | Japán nagydíj      | Suzuka Circuit                 | Szuzuka       | október 13.    | 15:00 | 8:00     | Suzuka        |
| 16      | Airtel Indian Grand Prix               | Indiai nagydíj     | Buddh International Circuit    | Greater Noida | október 27.    | 15:00 | 10:30    | Greater Noida |
| 17      | Etihad Airways Abu Dhabi Grand Prix    | Abu-Dzabi nagydíj  | Yas Marina Circuit             | Abu-Dzabi     | november 3.    | 17:00 | 14:00    | Abu-Dzabi     |
| 18      | United States Grand Prix               | Amerikai nagydíj   | Circuit of the Americas        | Austin        | november 17.   | 13:00 | 20:00    | Austin        |
| 19      | Grande Prêmio Petrobras do Brasil      | Brazil nagydíj     | Autódromo José Carlos Pace     | São Paulo     | november 24.   | 14:00 | 17:00    | São Paulo     |

## A szezon menete
A szezon 19 futamból áll.

### Ausztrál nagydíj

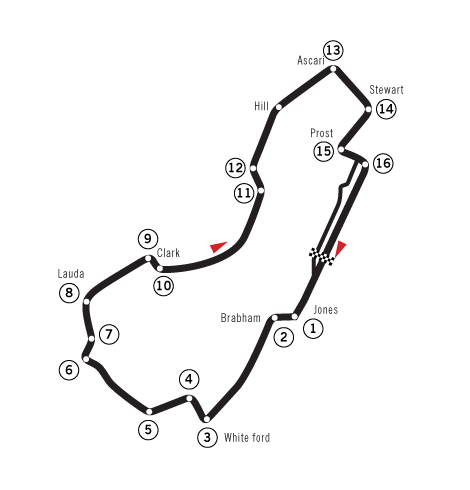
Melbourne Grand Prix Circuit

A szezon első versenyét, az ausztrál nagydíjat, 2013. március 17-én rendezték az Albert Parkban. A pályán egy kör 5,303 km, a verseny 58 körös volt.
Az időmérő edzésen Sebastian Vettel szerezte meg a pole-pozíciót Mark Webber és Lewis Hamilton előtt. A rajtnál Vettel megtartotta vezető helyét, míg Massa a második helyre jött fel. Az első öt sorrendje ekkor Vettel, Massa, Alonso, Räikkönen, Hamilton volt. A 7. és a 9. kör között az első négy pilóta végrehajtotta első kerékcseréjét, s miután a két Mercedeses pilóta, Hamilton és Rosberg is elvégezte a kiállást, már csak Sutil állt a négyes előtt. A 23. körben Vettel a DRS-zónában megelőzte a Force India pilótáját, ebben a körben Massa is kiállt a boxba, így Räikkönen a futamon először átvette a vezetést. A 27. körben Räikkönen, Hamilton, Alonso, Vettel, Sutil, Massa volt az első hat sorrendje. Pár esőcsepp is megjelent az elkövetkező néhány körben, de komolyabb problémát nem jelentett. Ekkor már látszott, hogy a Lotus finn pilótája eggyel kevesebb boxkiállással oldja meg a futamot, mint közvetlen vetélytársai, így elérhető közelségbe került a futamgyőzelem. Sutil vezette a versenyt, de szóltak neki, hogy nem érdemes Räikkönennel viaskodnia, így a finn könnyedén megelőzte, s a 44. körben 4 másodperccel vezetett Alonso előtt, aki a 46. körben megelőzte a kör végén boxba hajtó Sutilt. Räikkönen az 56. körben a verseny leggyorsabb körét is megfutotta, majd 20. Formula–1-es győzelmét aratta. A dobogóra még Alonso és Vettel állhatott fel. A további sorrend Massa, Hamilton, Webber, Sutil, Di Resta, Button, Grosjean volt. A leggyorsabb kört Räikkönen futotta.
| Pozíció | # | Pilóta           | Csapat/Motor     |
| ------- | - | ---------------- | ---------------- |
| 1       | 7 | Kimi Räikkönen   | Lotus-Renault    |
| 2       | 3 | Fernando Alonso  | Ferrari          |
| 3       | 1 | Sebastian Vettel | Red Bull-Renault |

### Maláj nagydíj

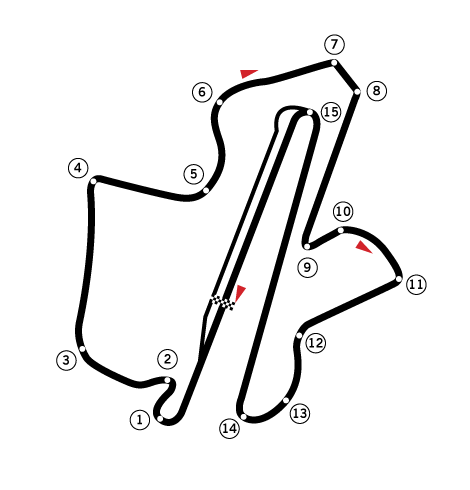
Sepang International Circuit

A második verseny a maláj nagydíj volt, 2013. március 24-én rendezték Sepangban. A pályán egy kör 5,543 km, a verseny 56 körös volt.
| Pozíció | #  | Pilóta           | Csapat/Motor     |
| ------- | -- | ---------------- | ---------------- |
| 1       | 1  | Sebastian Vettel | Red Bull-Renault |
| 2       | 2  | Mark Webber      | Red Bull-Renault |
| 3       | 10 | Lewis Hamilton   | Mercedes         |

### Kínai nagydíj

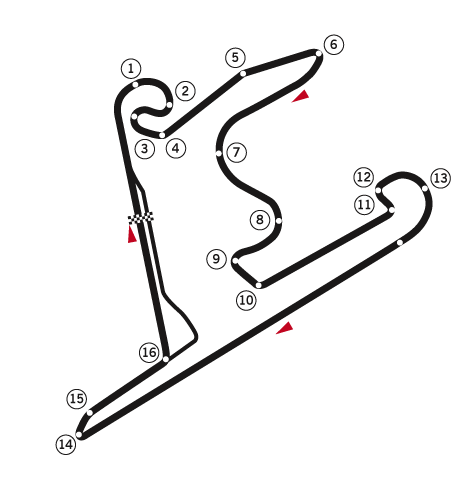
Sanghai International Circuit

A szezon harmadik versenye a kínai nagydíj volt, 2013. április 14-én rendezték Sanghajban. A pályán egy kör 5,451 km, a verseny 56 körös volt.
| Pozíció | #  | Pilóta          | Csapat/Motor  |
| ------- | -- | --------------- | ------------- |
| 1       | 3  | Fernando Alonso | Ferrari       |
| 2       | 7  | Kimi Räikkönen  | Lotus-Renault |
| 3       | 10 | Lewis Hamilton  | Mercedes      |

### Bahreini nagydíj

Bahrain International Circuit

A szezon negyedik versenye a bahreini nagydíj volt, amelyet 2013. április 21-én rendeztek Bahrainben. A pályán egy kör 5,412 km, a verseny 57 körös volt.
| Pozíció | # | Pilóta           | Csapat/Motor     |
| ------- | - | ---------------- | ---------------- |
| 1       | 1 | Sebastian Vettel | Red Bull-Renault |
| 2       | 7 | Kimi Räikkönen   | Lotus-Renault    |
| 3       | 8 | Romain Grosjean  | Lotus-Renault    |

### Spanyol nagydíj

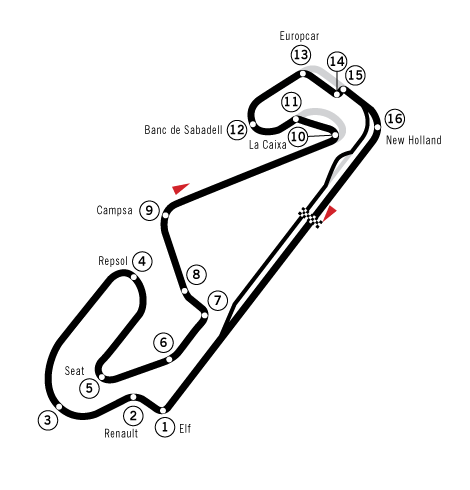
Circuit Catalunya

A világbajnokság ötödik versenyét, a spanyol nagydíjat 2013. május 12-én Barcelonában rendezték meg. A pálya hossza 4,655 km, a versenytáv összesen 307,104 km, amely 66 körnek felelt meg.
| Pozíció | # | Pilóta          | Csapat/Motor  |
| ------- | - | --------------- | ------------- |
| 1       | 3 | Fernando Alonso | Ferrari       |
| 2       | 7 | Kimi Räikkönen  | Lotus-Renault |
| 3       | 4 | Felipe Massa    | Ferrari       |

### Monacói nagydíj

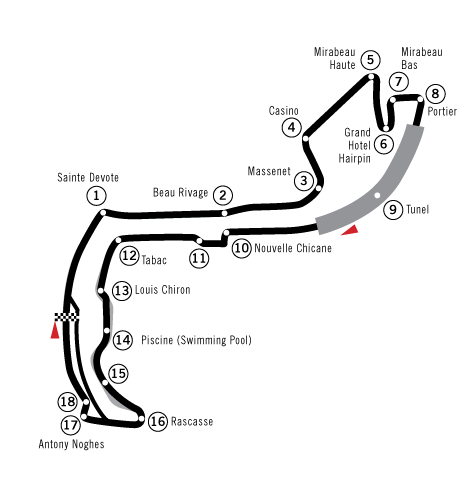
Circuit de Monaco

A világbajnokság hatodik versenyét, a monacói nagydíjat 2013. május 26-án a monacói utcai pályán rendezték. A pályán egy kör 3,340 km, a verseny 78 körös volt.
| Pozíció | # | Pilóta           | Csapat/Motor     |
| ------- | - | ---------------- | ---------------- |
| 1       | 9 | Nico Rosberg     | Mercedes         |
| 2       | 1 | Sebastian Vettel | Red Bull-Renault |
| 3       | 2 | Mark Webber      | Red Bull-Renault |

### Kanadai nagydíj

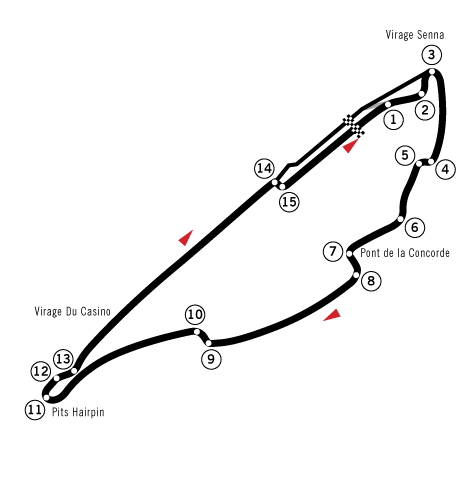
Circuit Gilles Villeneuve

A világbajnokság hetedik futamát, a kanadai nagydíjat 2013. június 9-én rendezték Montréalban. A versenypályán egy kör 4,361 km, a verseny 70 körös volt.
| Pozíció | #  | Pilóta           | Csapat/Motor     |
| ------- | -- | ---------------- | ---------------- |
| 1       | 1  | Sebastian Vettel | Red Bull-Renault |
| 2       | 3  | Fernando Alonso  | Ferrari          |
| 3       | 10 | Lewis Hamilton   | Mercedes         |

### Brit nagydíj

Silverstone Circuit

A nyolcadik versenyt, a brit nagydíjat Silverstone-ban rendezték 2013. június 30-án. A pályán egy kör 5,891 km, a verseny 52 körös volt.
| Pozíció | # | Pilóta          | Csapat/Motor     |
| ------- | - | --------------- | ---------------- |
| 1       | 9 | Nico Rosberg    | Mercedes         |
| 2       | 2 | Mark Webber     | Red Bull-Renault |
| 3       | 3 | Fernando Alonso | Ferrari          |

### Német nagydíj

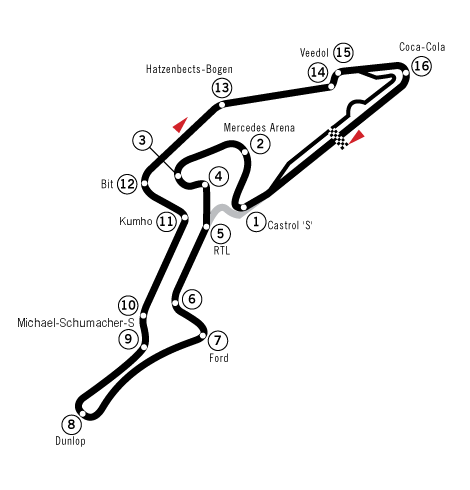
Nürburgring

Az évad kilencedik versenyét, a német nagydíjat 2013. július 7-én rendezték meg a Nürburgringen. A pályán egy kör 5,148 km, a verseny 60 körös volt.
| Pozíció | # | Pilóta           | Csapat/Motor     |
| ------- | - | ---------------- | ---------------- |
| 1       | 1 | Sebastian Vettel | Red Bull-Renault |
| 2       | 7 | Kimi Räikkönen   | Lotus-Renault    |
| 3       | 8 | Romain Grosjean  | Lotus-Renault    |

### Magyar nagydíj

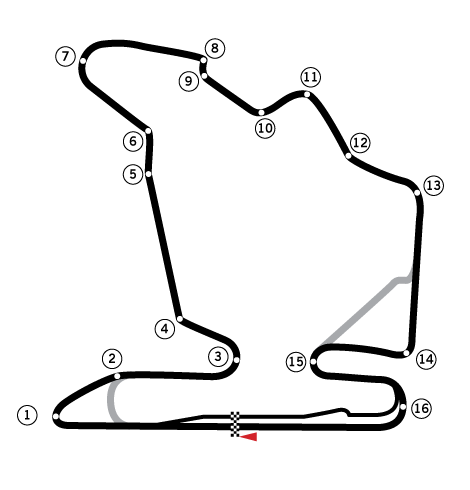
Hungaroring

A világbajnokság tizedik futamát, a magyar nagydíjat 2013. július 28-án rendezték a Hungaroringen, Mogyoródon. A pályán egy kör 4,381 km, a verseny 70 körös volt.
| Pozíció | #  | Pilóta           | Csapat/Motor     |
| ------- | -- | ---------------- | ---------------- |
| 1       | 10 | Lewis Hamilton   | Mercedes         |
| 2       | 7  | Kimi Räikkönen   | Lotus-Renault    |
| 3       | 1  | Sebastian Vettel | Red Bull-Renault |

### Belga nagydíj

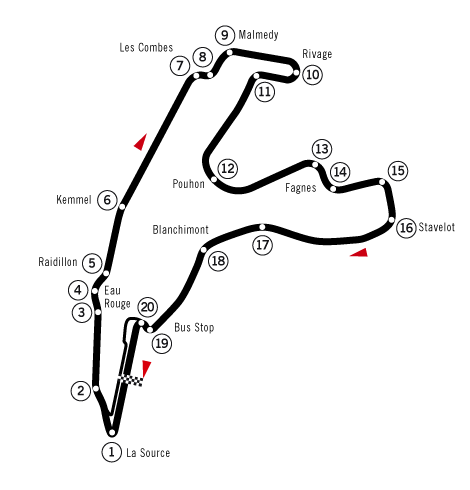
Circuit de Spa-Francorchamps

A tizenegyedik versenyt, a belga nagydíjat 2013. augusztus 25-én rendezték Spában. A pályán egy kör 7,004 km, a verseny 44 körös volt.
| Pozíció | #  | Pilóta           | Csapat/Motor     |
| ------- | -- | ---------------- | ---------------- |
| 1       | 1  | Sebastian Vettel | Red Bull-Renault |
| 2       | 3  | Fernando Alonso  | Ferrari          |
| 3       | 10 | Lewis Hamilton   | Mercedes         |

### Olasz nagydíj

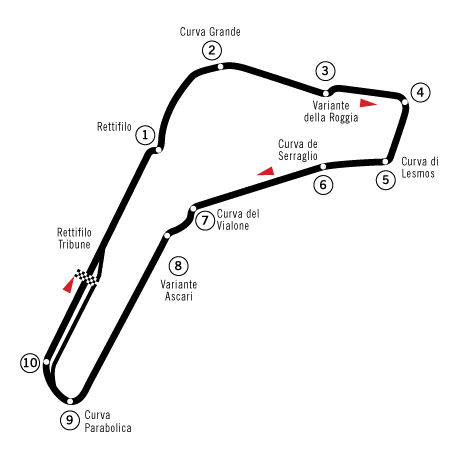
Autodromo Nazionale Monza

A tizenkettedik versenyt, az olasz nagydíjat 2013. szeptember 8-án rendezték Monzában. A pályán egy kör 5,793 km, a verseny 53 körös volt.
| Pozíció | # | Pilóta           | Csapat/Motor     |
| ------- | - | ---------------- | ---------------- |
| 1       | 1 | Sebastian Vettel | Red Bull-Renault |
| 2       | 3 | Fernando Alonso  | Ferrari          |
| 3       | 2 | Mark Webber      | Red Bull-Renault |

### Szingapúri nagydíj

Singapore Street Circuit

A tizenharmadik versenyt, a szingapúri nagydíjat 2013. szeptember 22-én rendezték éjszaka Szingapúrban. A pályán egy kör 5,065 km, a verseny 61 körös volt.
| Pozíció | # | Pilóta           | Csapat/Motor     |
| ------- | - | ---------------- | ---------------- |
| 1       | 1 | Sebastian Vettel | Red Bull-Renault |
| 2       | 3 | Fernando Alonso  | Ferrari          |
| 3       | 7 | Kimi Räikkönen   | Lotus-Renault    |

### Koreai nagydíj

Korean International Circuit

A tizennegyedik versenyt, a koreai nagydíjat 2013. október 6-án rendezték a Korean International Circuiton. A pályán egy kör 5,615 km, a verseny 55 körös volt.
| Pozíció | # | Pilóta           | Csapat/Motor     |
| ------- | - | ---------------- | ---------------- |
| 1       | 1 | Sebastian Vettel | Red Bull-Renault |
| 2       | 7 | Kimi Räikkönen   | Lotus-Renault    |
| 3       | 8 | Romain Grosjean  | Lotus-Renault    |

### Japán nagydíj

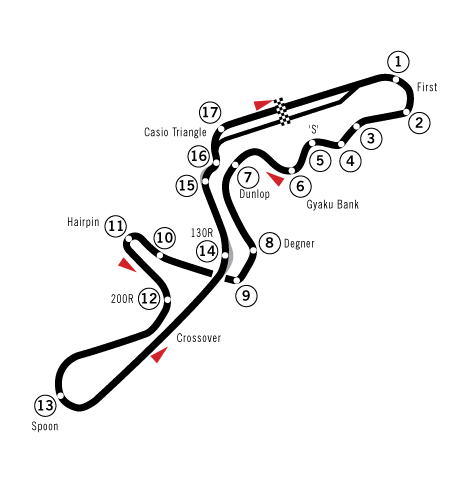
Suzuka Circuit

A tizenötödik versenyt, a japán nagydíjat 2013. október 13-án rendezték Szuzukában. A pályán egy kör 5,807 km, a verseny 53 körös volt.
| Pozíció | # | Pilóta           | Csapat/Motor     |
| ------- | - | ---------------- | ---------------- |
| 1       | 1 | Sebastian Vettel | Red Bull-Renault |
| 2       | 2 | Mark Webber      | Red Bull-Renault |
| 3       | 8 | Romain Grosjean  | Lotus-Renault    |

### Indiai nagydíj

Jaypee Group Circuit

A tizenhatodik versenyt, a indiai nagydíjat 2013. október 27-én rendezték a Buddh International Circuiton. A pályán egy kör 5,125 km, a verseny 60 körös volt.
| Pozíció | # | Pilóta           | Csapat/Motor     |
| ------- | - | ---------------- | ---------------- |
| 1       | 1 | Sebastian Vettel | Red Bull-Renault |
| 2       | 9 | Nico Rosberg     | Mercedes         |
| 3       | 8 | Romain Grosjean  | Lotus-Renault    |

### Abu-dzabi nagydíj

Yas Island Circuit

A világbajnokság tizenhetedik versenyét az abu-dzabi nagydíjat 2013. november 3-án rendezték Abu Dzabiban. A pályán egy kör 5,554 km, a verseny 55 körös volt.
| Pozíció | # | Pilóta           | Csapat/Motor     |
| ------- | - | ---------------- | ---------------- |
| 1       | 1 | Sebastian Vettel | Red Bull-Renault |
| 2       | 2 | Mark Webber      | Red Bull-Renault |
| 3       | 9 | Nico Rosberg     | Mercedes         |

### Amerikai nagydíj

Circuit of the Americas

A tizennyolcadik versenyt, az amerikai nagydíjat 2013. november 17-én rendezték Austinban. A pályán egy kör 5,513 km, a verseny 56 körös volt.
| Pozíció | # | Pilóta           | Csapat/Motor     |
| ------- | - | ---------------- | ---------------- |
| 1       | 1 | Sebastian Vettel | Red Bull-Renault |
| 2       | 8 | Romain Grosjean  | Lotus-Renault    |
| 3       | 2 | Mark Webber      | Red Bull-Renault |

### Brazil nagydíj

Autódromo José Carlos Pace

A tizenkilencedik, egyben a szezon utolsó versenyét, a brazil nagydíjat 2013. november 24-én rendezték Interlagosban. A pályán egy kör 4,309 km, a verseny 71 körös volt.
| Pozíció | # | Pilóta           | Csapat/Motor     |
| ------- | - | ---------------- | ---------------- |
| 1       | 1 | Sebastian Vettel | Red Bull-Renault |
| 2       | 2 | Mark Webber      | Red Bull-Renault |
| 3       | 3 | Fernando Alonso  | Ferrari          |

## Nagydíjak
| #  | Nagydíj            | Pole pozíció     | Leggyorsabb kör   | Győztes pilóta   | Győztes konstruktőr | Összefoglaló |
| -- | ------------------ | ---------------- | ----------------- | ---------------- | ------------------- | ------------ |
| 1  | Ausztrál nagydíj   | Sebastian Vettel | Kimi Räikkönen    | Kimi Räikkönen   | Lotus-Renault       | Összefoglaló |
| 2  | Maláj nagydíj      | Sebastian Vettel | Sergio Pérez      | Sebastian Vettel | Red Bull-Renault    | Összefoglaló |
| 3  | Kínai nagydíj      | Lewis Hamilton   | Sebastian Vettel  | Fernando Alonso  | Ferrari             | Összefoglaló |
| 4  | Bahreini nagydíj   | Nico Rosberg     | Sebastian Vettel  | Sebastian Vettel | Red Bull-Renault    | Összefoglaló |
| 5  | Spanyol nagydíj    | Nico Rosberg     | Esteban Gutiérrez | Fernando Alonso  | Ferrari             | Összefoglaló |
| 6  | Monacói nagydíj    | Nico Rosberg     | Sebastian Vettel  | Nico Rosberg     | Mercedes            | Összefoglaló |
| 7  | Kanadai nagydíj    | Sebastian Vettel | Mark Webber       | Sebastian Vettel | Red Bull-Renault    | Összefoglaló |
| 8  | Brit nagydíj       | Lewis Hamilton   | Mark Webber       | Nico Rosberg     | Mercedes            | Összefoglaló |
| 9  | Német nagydíj      | Lewis Hamilton   | Fernando Alonso   | Sebastian Vettel | Red Bull-Renault    | Összefoglaló |
| 10 | Magyar nagydíj     | Lewis Hamilton   | Mark Webber       | Lewis Hamilton   | Mercedes            | Összefoglaló |
| 11 | Belga nagydíj      | Lewis Hamilton   | Sebastian Vettel  | Sebastian Vettel | Red Bull-Renault    | Összefoglaló |
| 12 | Olasz nagydíj      | Sebastian Vettel | Lewis Hamilton    | Sebastian Vettel | Red Bull-Renault    | Összefoglaló |
| 13 | Szingapúri nagydíj | Sebastian Vettel | Sebastian Vettel  | Sebastian Vettel | Red Bull-Renault    | Összefoglaló |
| 14 | Koreai nagydíj     | Sebastian Vettel | Sebastian Vettel  | Sebastian Vettel | Red Bull-Renault    | Összefoglaló |
| 15 | Japán nagydíj      | Mark Webber      | Mark Webber       | Sebastian Vettel | Red Bull-Renault    | Összefoglaló |
| 16 | Indiai nagydíj     | Sebastian Vettel | Kimi Räikkönen    | Sebastian Vettel | Red Bull-Renault    | Összefoglaló |
| 17 | Abu-Dzabi nagydíj  | Mark Webber      | Fernando Alonso   | Sebastian Vettel | Red Bull-Renault    | Összefoglaló |
| 18 | Amerikai nagydíj   | Sebastian Vettel | Sebastian Vettel  | Sebastian Vettel | Red Bull-Renault    | Összefoglaló |
| 19 | Brazil nagydíj     | Sebastian Vettel | Mark Webber       | Sebastian Vettel | Red Bull-Renault    | Összefoglaló |

## Eredmények

### Versenyzők
Pontozás:
| Helyezés | 1. | 2. | 3. | 4. | 5. | 6. | 7. | 8. | 9. | 10. | 11–22. |
| -------- | -- | -- | -- | -- | -- | -- | -- | -- | -- | --- | ------ |
| Pont     | 25 | 18 | 15 | 12 | 10 | 8  | 6  | 4  | 2  | 1   | 0      |

(Félkövér: pole-pozíció, dőlt: leggyorsabb kör, a színkódokról részletes információ itt található)
| Helyezés | Versenyző           | AUS | MAL | CHN | BHR | ESP | MON | CAN | GBR | GER | HUN | BEL | ITA | SIN | KOR | JPN | IND | ABU | USA | BRA | Pont |
| -------- | ------------------- | --- | --- | --- | --- | --- | --- | --- | --- | --- | --- | --- | --- | --- | --- | --- | --- | --- | --- | --- | ---- |
| 1        | Sebastian Vettel    | 3   | 1   | 4   | 1   | 4   | 2   | 1   | ki  | 1   | 3   | 1   | 1   | 1   | 1   | 1   | 1   | 1   | 1   | 1   | 397  |
| 2        | Fernando Alonso     | 2   | ki  | 1   | 8   | 1   | 7   | 2   | 3   | 4   | 5   | 2   | 2   | 2   | 6   | 4   | 11  | 5   | 5   | 3   | 242  |
| 3        | Mark Webber         | 6   | 2   | ki  | 7   | 5   | 3   | 4   | 2   | 7   | 4   | 5   | 3   | 15† | ki  | 2   | ki  | 2   | 3   | 2   | 199  |
| 4        | Lewis Hamilton      | 5   | 3   | 3   | 5   | 12  | 4   | 3   | 4   | 5   | 1   | 3   | 9   | 5   | 5   | ki  | 6   | 7   | 4   | 9   | 189  |
| 5        | Kimi Räikkönen      | 1   | 7   | 2   | 2   | 2   | 10  | 9   | 5   | 2   | 2   | ki  | 11  | 3   | 2   | 5   | 7   | ki  | eü  | eü  | 183  |
| 6        | Nico Rosberg        | ki  | 4   | ki  | 9   | 6   | 1   | 5   | 1   | 9   | 19† | 4   | 6   | 4   | 7   | 8   | 2   | 3   | 9   | 5   | 171  |
| 7        | Romain Grosjean     | 10  | 6   | 9   | 3   | ki  | ki  | 13  | 19† | 3   | 6   | 8   | 8   | ki  | 3   | 3   | 3   | 4   | 2   | ki  | 132  |
| 8        | Felipe Massa        | 4   | 5   | 6   | 15  | 3   | ki  | 8   | 6   | ki  | 8   | 7   | 4   | 6   | 9   | 10  | 4   | 8   | 12  | 7   | 112  |
| 9        | Jenson Button       | 9   | 17† | 5   | 10  | 8   | 6   | 12  | 13  | 6   | 7   | 6   | 10  | 7   | 8   | 9   | 14  | 12  | 10  | 4   | 73   |
| 10       | Nico Hülkenberg     | ni  | 8   | 10  | 12  | 15  | 11  | ki  | 10  | 10  | 11  | 13  | 5   | 9   | 4   | 6   | 19† | 14  | 6   | 8   | 51   |
| 11       | Sergio Pérez        | 11  | 9   | 11  | 6   | 9   | 16† | 11  | 20† | 8   | 9   | 11  | 12  | 8   | 10  | 15  | 5   | 9   | 7   | 6   | 49   |
| 12       | Paul di Resta       | 8   | ki  | 8   | 4   | 7   | 9   | 7   | 9   | 11  | 18† | ki  | ki  | 20† | ki  | 11  | 8   | 6   | 15  | 11  | 48   |
| 13       | Adrian Sutil        | 7   | ki  | ki  | 13  | 13  | 5   | 10  | 7   | 13  | ki  | 9   | 16† | 10  | 20† | 14  | 9   | 10  | ki  | 13  | 29   |
| 14       | Daniel Ricciardo    | ki  | 18† | 7   | 16  | 10  | ki  | 15  | 8   | 12  | 13  | 10  | 7   | ki  | 19† | 13  | 10  | 16  | 11  | 10  | 20   |
| 15       | Jean-Éric Vergne    | 12  | 10  | 12  | ki  | ki  | 8   | 6   | ki  | ki  | 12  | 12  | ki  | 14  | 18† | 12  | 13  | 17  | 16  | 15  | 13   |
| 16       | Esteban Gutiérrez   | 13  | 12  | ki  | 18  | 11  | 13  | 20† | 14  | 14  | ki  | 14  | 13  | 12  | 11  | 7   | 15  | 13  | 13  | 12  | 6    |
| 17       | Valtteri Bottas     | 14  | 11  | 13  | 14  | 16  | 12  | 14  | 12  | 16  | ki  | 15  | 15  | 13  | 12  | 17  | 16  | 15  | 8   | ki  | 4    |
| 18       | Pastor Maldonado    | ki  | ki  | 14  | 11  | 14  | ki  | 16  | 11  | 15  | 10  | 17  | 14  | 11  | 16  | 16  | 12  | 11  | 17  | 16  | 1    |
| 19       | Jules Bianchi       | 15  | 13  | 15  | 19  | 18  | ki  | 17  | 16  | ki  | 16  | 18  | 19  | 18  | 16  | ki  | 18  | 20  | 18  | 17  | 0    |
| 20       | Charles Pic         | 16  | 14  | 16  | 17  | 17  | ki  | 18  | 15  | 17  | 15  | ki  | 17  | 19  | 14  | 18  | ki  | 19  | 20  | ki  | 0    |
| 21       | Heikki Kovalainen   |     |     |     |     |     |     |     |     |     |     |     |     |     |     |     |     |     | 14  | 14  | 0    |
| 22       | Giedo van der Garde | 18  | 15  | 18  | 21  | ki  | 15  | ki  | 18  | 18  | 14  | 16  | 18  | 16  | 15  | ki  | ki  | 18  | 19  | 18  | 0    |
| 23       | Max Chilton         | 17  | 16  | 17  | 20  | 19  | 14  | 19  | 17  | 19  | 17  | 19  | 20  | 17  | 17  | 19  | 17  | 21  | 21  | 19  | 0    |
| Helyezés | Versenyző           | AUS | MAL | CHN | BHR | ESP | MON | CAN | GBR | GER | HUN | BEL | ITA | SIN | KOR | JPN | IND | ABU | USA | BRA | Pont |

Megjegyzés:
- † – Nem fejezte be a futamot, de rangsorolva lett, mert teljesítette a versenytáv 90%-át.

Eltérő háttérszínnel vannak jelölve a következő versenyzők:
      – újonc pilóta  • 
     – visszatérő pilóta  •       – a versenyző egy másik pilóta helyét vette át a szezon közben  •       – a versenyző nem fejezte be a szezont

### Konstruktőrök
| Helyezés | Csapat               | Rajt- szám | AUS | MAL | CHN | BHR | ESP | MON | CAN | GBR | GER | HUN | BEL | ITA | SIN | KOR | JPN | IND | ABU | USA | BRA | Pont |
| -------- | -------------------- | ---------- | --- | --- | --- | --- | --- | --- | --- | --- | --- | --- | --- | --- | --- | --- | --- | --- | --- | --- | --- | ---- |
| 1        | Red Bull–Renault     | 1          | 3   | 1   | 4   | 1   | 4   | 2   | 1   | ki  | 1   | 3   | 1   | 1   | 1   | 1   | 1   | 1   | 1   | 1   | 1   | 596  |
| 1        | Red Bull–Renault     | 2          | 6   | 2   | ki  | 7   | 5   | 3   | 4   | 2   | 7   | 4   | 5   | 3   | 15† | ki  | 2   | ki  | 2   | 3   | 2   | 596  |
| 2        | Mercedes             | 9          | ki  | 4   | ki  | 9   | 6   | 1   | 5   | 1   | 9   | 19† | 4   | 6   | 4   | 7   | 8   | 2   | 3   | 9   | 5   | 360  |
| 2        | Mercedes             | 10         | 5   | 3   | 3   | 5   | 12  | 4   | 3   | 4   | 5   | 1   | 3   | 9   | 5   | 5   | ki  | 6   | 7   | 4   | 9   | 360  |
| 3        | Ferrari              | 3          | 2   | ki  | 1   | 8   | 1   | 7   | 2   | 3   | 4   | 5   | 2   | 2   | 2   | 6   | 4   | 11  | 5   | 5   | 3   | 354  |
| 3        | Ferrari              | 4          | 4   | 5   | 6   | 15  | 3   | ki  | 8   | 6   | ki  | 8   | 7   | 4   | 6   | 9   | 10  | 4   | 8   | 12  | 7   | 354  |
| 4        | Lotus–Renault        | 7          | 1   | 7   | 2   | 2   | 2   | 10  | 9   | 5   | 2   | 2   | ki  | 11  | 3   | 2   | 5   | 7   | ki  | 14  | 14  | 315  |
| 4        | Lotus–Renault        | 8          | 10  | 6   | 9   | 3   | ki  | ki  | 13  | 19  | 3   | 6   | 8   | 8   | ki  | 3   | 3   | 3   | 4   | 2   | ki  | 315  |
| 5        | McLaren–Mercedes     | 5          | 9   | 17† | 5   | 10  | 8   | 6   | 12  | 13  | 6   | 7   | 6   | 10  | 7   | 8   | 9   | 14  | 12  | 10  | 4   | 122  |
| 5        | McLaren–Mercedes     | 6          | 11  | 9   | 11  | 6   | 9   | 16† | 11  | 20† | 8   | 9   | 11  | 12  | 8   | 10  | 15  | 5   | 9   | 7   | 6   | 122  |
| 6        | Force India–Mercedes | 14         | 8   | ki  | 8   | 4   | 7   | 9   | 7   | 9   | 11  | 18† | ki  | ki  | 20† | ki  | 11  | 8   | 6   | 15  | 11  | 77   |
| 6        | Force India–Mercedes | 15         | 7   | ki  | ki  | 13  | 13  | 5   | 10  | 7   | 13  | ki  | 9   | 16  | 10  | 20† | 14  | 9   | 10  | ki  | 13  | 77   |
| 7        | Sauber–Ferrari       | 11         | ni  | 8   | 10  | 12  | 15  | 11  | ki  | 10  | 10  | 11  | 13  | 5   | 9   | 4   | 6   | 19† | 14  | 6   | 8   | 57   |
| 7        | Sauber–Ferrari       | 12         | 13  | 12  | ki  | 18  | 11  | 13  | 20† | 14  | 14  | ki  | 14  | 13  | 12  | 11  | 7   | 13  | 13  | 13  | 12  | 57   |
| 8        | Toro Rosso–Ferrari   | 18         | 12  | 10  | 12  | ki  | ki  | 8   | 6   | ki  | ki  | 12  | 12  | ki  | 14  | 18  | 12  | 13  | 17  | 16  | 15  | 33   |
| 8        | Toro Rosso–Ferrari   | 19         | ki  | 18† | 7   | 16  | 10  | ki  | 15  | 8   | 12  | 13  | 10  | 7   | ki  | 19  | 13  | 10  | 16  | 11  | 10  | 33   |
| 9        | Williams–Renault     | 16         | ki  | ki  | 14  | 11  | 14  | ki  | 16  | 11  | 15  | 10  | 17  | 14  | 11  | 13  | 16  | 12  | 11  | 17  | 16  | 5    |
| 9        | Williams–Renault     | 17         | 14  | 11  | 13  | 14  | 16  | 12  | 14  | 12  | 16  | ki  | 15  | 15  | 13  | 12  | 17  | 16  | 15  | 8   | ki  | 5    |
| 10       | Marussia–Cosworth    | 22         | 15  | 13  | 15  | 19  | 18  | ki  | 17  | 16  | ki  | 16  | 18  | 19  | 18  | 16  | ki  | 18  | 20  | 18  | 17  | 0    |
| 10       | Marussia–Cosworth    | 23         | 17  | 16  | 17  | 20  | 19  | 14  | 19  | 17  | 19  | 17  | 19  | 20  | 17  | 17  | 19  | 17  | 21  | 21  | 19  | 0    |
| 11       | Caterham–Renault     | 20         | 16  | 14  | 16  | 17  | 17  | ki  | 18  | 15  | 17  | 15  | ki  | 17  | 19  | 14  | 18  | ki  | 19  | 20  | ki  | 0    |
| 11       | Caterham–Renault     | 21         | 18  | 15  | 18  | 21  | ki  | 15  | ki  | 18  | 18  | 14  | 16  | 18  | 16  | 15  | ki  | ki  | 18  | 19  | 18  | 0    |
| Helyezés | Versenyző            | Rajt- szám | AUS | MAL | CHN | BHR | ESP | MON | CAN | GBR | GER | HUN | BEL | ITA | SIN | KOR | JPN | IND | ABU | USA | BRA | Pont |

Megjegyzés:
- † — Nem fejezte be a futamot, de rangsorolva lett, mert teljesítette a versenytáv 90%-át.

### Időmérő edzések
| Helyezés | Versenyző           | AUS | MAL | CHN | BHR | ESP | MON | CAN | GBR | GER | HUN | BEL | ITA | SIN | KOR | JPN | IND | ABU | USA | BRA |
| -------- | ------------------- | --- | --- | --- | --- | --- | --- | --- | --- | --- | --- | --- | --- | --- | --- | --- | --- | --- | --- | --- |
| 1.       | Sebastian Vettel    | 1   | 1   | 9   | 2   | 3   | 3   | 1   | 3   | 2   | 2   | 2   | 1   | 1   | 1   | 2   | 1   | 2   | 1   | 1   |
| 2.       | Fernando Alonso     | 5   | 3   | 3   | 3   | 5   | 6   | 6   | 10  | 8   | 5   | 9   | 5   | 7   | 6   | 8   | 8   | 11  | 6   | 3   |
| 3.       | Mark Webber         | 2   | 5   | Kiz | 5†  | 8   | 4   | 5   | 4   | 3   | 10  | 3   | 2   | 4   | 3†  | 1   | 4   | 1   | 2   | 4   |
| 4.       | Lewis Hamilton      | 3   | 4   | 1   | 4†  | 2   | 2   | 2   | 1   | 1   | 1   | 1   | 12  | 5   | 2   | 3   | 3   | 4   | 5   | 5   |
| 5.       | Kimi Räikkönen      | 7   | 7†  | 2   | 9   | 4   | 5   | 9†  | 9   | 4   | 6   | 8   | 11  | 13  | 10  | 9   | 6   | Kiz |     |     |
| 6.       | Nico Rosberg        | 6   | 6   | 4   | 1   | 1   | 1   | 4   | 2   | 11  | 4   | 4   | 6   | 2   | 5   | 6   | 2   | 3   | 14  | 2   |
| 7.       | Romain Grosjean     | 8   | 11  | 6   | 11  | 7   | 13  | 19† | 8   | 5   | 3   | 7   | 13  | 3   | 4   | 4   | 17  | 7   | 3   | 6   |
| 8.       | Felipe Massa        | 4   | 2   | 5   | 6   | 6†  | NK  | 16  | 12  | 7   | 7   | 10  | 4   | 6   | 7   | 5   | 5   | 8   | 15  | 9   |
| 9.       | Jenson Button       | 10  | 8   | 8   | 10  | 14  | 9   | 14  | 11  | 9   | 13  | 6   | 9   | 8   | 12  | 10  | 10  | 13  | 13† | 15  |
| 10.      | Nico Hülkenberg     | 11  | 12  | 10  | 14  | 15  | 11  | 11  | 15  | 10  | 12  | 11  | 3   | 11  | 8   | 7   | 7   | 6   | 4   | 10  |
| 11.      | Sergio Pérez        | 15  | 10  | 12  | 12  | 9   | 7   | 12  | 14  | 13  | 9   | 13  | 8   | 14  | 11  | 11  | 9   | 9   | 7   | 14† |
| 12.      | Paul di Resta       | 9   | 15  | 11  | 7   | 10  | 17  | 17  | Kiz | 12  | 18  | 5   | 16  | 17  | 15  | 12  | 12  | 12  | 12  | 12  |
| 13.      | Adrian Sutil        | 12  | 9   | 13  | 8   | 13  | 8   | 8   | 7   | 15  | 11  | 12  | 14† | 15  | 14  | 17† | 13  | 18  | 17  | 16  |
| 14.      | Daniel Ricciardo    | 14  | 13  | 7   | 13  | 11  | 12  | 10† | 6   | 6   | 8   | 19  | 7   | 9   | 13  | 16  | 11  | 10  | 11  | 7   |
| 15.      | Jean-Éric Vergne    | 13  | 17  | 16  | 16  | 12  | 10  | 7   | 13  | 16  | 14  | 18  | 10  | 12  | 16  | 18  | 14  | 14  | 16  | 8   |
| 16.      | Esteban Gutiérrez   | 18  | 14  | 18  | 18† | 16† | 19  | 15  | 18  | 14  | 17  | 21  | 17  | 10  | 9   | 14  | 16  | 17  | 10† | 18  |
| 17.      | Valtteri Bottas     | 16  | 18  | 17  | 15  | 17  | 14  | 3   | 17  | 17  | 16  | 20  | 18  | 16  | 17  | 13  | 15  | 16  | 9   | 13  |
| 18.      | Pastor Maldonado    | 17  | 16  | 15  | 17  | 18  | 16  | 13  | 16  | 18  | 15  | 17  | 15  | 18  | 18  | 15  | 18  | 15  | 18  | 17  |
| 19.      | Jules Bianchi       | 19  | 19  | 19  | 20  | 20  | NK  | 20  | 20  | 20  | 21  | 15  | 21  | 21  | 21† | 22† | 19  | 20† | 20  | 21  |
| 20.      | Charles Pic         | NK  | 20  | 21  | 19  | 22  | 18  | 18  | 19  | 19† | 19  | 22  | 20  | 19  | 19  | 20† | 21  | 21  | 21† | 19  |
| 21.      | Heikki Kovalainen   |     |     |     |     |     |     |     |     |     |     |     |     |     |     |     |     |     | 8   | 11  |
| 22.      | Giedo van der Garde | 21  | 22  | 22  | 21  | 19  | 15  | 22  | 21  | 21  | 20  | 14  | 19  | 20  | 20  | 21  | 20  | 19  | 19  | 20  |
| 23.      | Max Chilton         | 20  | 21  | 20  | 22  | 21  | 20  | 21  | 22  | 22  | 22  | 16  | 22  | 22  | 22  | 19  | 22  | 22  | 22  | 22  |
| Helyezés | Versenyző           | AUS | MAL | CHN | BHR | ESP | MON | CAN | GBR | GER | HUN | BEL | ITA | SIN | KOR | JPN | IND | ABU | USA | BRA |

## Statisztikák

### Versenyzők
| Helyezés | +/- | Versenyző           | Csapat               | Rajt | Győzelem | Dobogós helyezés | Pole pozíció | Leggyorsabb kör | Pont |
| -------- | --- | ------------------- | -------------------- | ---- | -------- | ---------------- | ------------ | --------------- | ---- |
| 1.       | 0   | Sebastian Vettel    | Red Bull-Renault     | 19   | 13       | 16               | 9            | 7               | 397  |
| 2.       | 0   | Fernando Alonso     | Ferrari              | 19   | 2        | 9                | 0            | 2               | 242  |
| 3.       | +3  | Mark Webber         | Red Bull-Renault     | 19   | 0        | 8                | 2            | 5               | 199  |
| 4.       | 0   | Lewis Hamilton      | Mercedes             | 19   | 1        | 5                | 5            | 1               | 189  |
| 5.       | –2  | Kimi Räikkönen      | Lotus-Renault        | 17   | 1        | 8                | 0            | 2               | 183  |
| 6.       | +3  | Nico Rosberg        | Mercedes             | 19   | 2        | 4                | 3            | 0               | 171  |
| 7.       | +1  | Romain Grosjean     | Lotus-Renault        | 19   | 0        | 6                | 0            | 0               | 132  |
| 8.       | –1  | Felipe Massa        | Ferrari              | 19   | 0        | 1                | 0            | 0               | 112  |
| 9.       | –4  | Jenson Button       | McLaren-Mercedes     | 19   | 0        | 0                | 0            | 0               | 73   |
| 10.      | +1  | Nico Hülkenberg     | Sauber-Ferrari       | 18   | 0        | 0                | 0            | 0               | 51   |
| 11.      | –1  | Sergio Pérez        | McLaren-Mercedes     | 19   | 0        | 0                | 0            | 1               | 49   |
| 12.      | +2  | Paul di Resta       | Force India-Mercedes | 19   | 0        | 0                | 0            | 0               | 48   |
| 13.      | –   | Adrian Sutil        | Force India-Mercedes | 19   | 0        | 0                | 0            | 0               | 29   |
| 14.      | +4  | Daniel Ricciardo    | Toro Rosso-Ferrari   | 19   | 0        | 0                | 0            | 0               | 20   |
| 15.      | +2  | Jean-Éric Vergne    | Toro Rosso-Ferrari   | 19   | 0        | 0                | 0            | 0               | 13   |
| 16.      | –   | Esteban Gutiérrez   | Sauber-Ferrari       | 19   | 0        | 0                | 0            | 1               | 6    |
| 17.      | –   | Valtteri Bottas     | Williams-Renault     | 19   | 0        | 0                | 0            | 0               | 4    |
| 18.      | –3  | Pastor Maldonado    | Williams-Renault     | 19   | 0        | 0                | 0            | 0               | 1    |
| 19.      | –   | Jules Bianchi       | Marussia-Cosworth    | 19   | 0        | 0                | 0            | 0               | 0    |
| 20.      | +1  | Charles Pic         | Caterham-Renault     | 19   | 0        | 0                | 0            | 0               | 0    |
| 21.      | +1  | Heikki Kovalainen   | Lotus-Renault        | 2    | 0        | 0                | 0            | 0               | 0    |
| 22.      | –   | Giedo van der Garde | Caterham-Renault     | 19   | 0        | 0                | 0            | 0               | 0    |
| 23.      | –   | Max Chilton         | Marussia-Cosworth    | 19   | 0        | 0                | 0            | 0               | 0    |

- +/- A versenyző helyezése a 2012-es világbajnoksághoz képest.

### Konstruktőrök
| Helyezés | +/- | Csapat      | Modell | Motor    | Gumi | Start | Győzelem | Dobogó | Pole pozíció | Leggyorsabb kör | Pont |
| -------- | --- | ----------- | ------ | -------- | ---- | ----- | -------- | ------ | ------------ | --------------- | ---- |
| 1.       | 0   | Red Bull    | RB9    | Renault  | P    | 19    | 13       | 24     | 11           | 12              | 596  |
| 2.       | +3  | Mercedes    | F1 W04 | Mercedes | P    | 19    | 3        | 9      | 8            | 1               | 360  |
| 3.       | –1  | Ferrari     | F138   | Ferrari  | P    | 19    | 2        | 10     | 0            | 2               | 354  |
| 4.       | 0   | Lotus       | E21    | Renault  | P    | 19    | 1        | 14     | 0            | 2               | 315  |
| 5.       | –2  | McLaren     | MP4-28 | Mercedes | P    | 19    | 0        | 0      | 0            | 1               | 122  |
| 6.       | +1  | Force India | VJM06  | Mercedes | P    | 19    | 0        | 0      | 0            | 0               | 77   |
| 7.       | –1  | Sauber      | C32    | Ferrari  | P    | 19    | 0        | 0      | 0            | 1               | 57   |
| 8.       | +1  | Toro Rosso  | STR8   | Ferrari  | P    | 19    | 0        | 0      | 0            | 0               | 33   |
| 9.       | –1  | Williams    | FW35   | Renault  | P    | 19    | 0        | 0      | 0            | 0               | 5    |
| 10.      | +1  | Marussia    | MR02   | Cosworth | P    | 19    | 0        | 0      | 0            | 0               | 0    |
| 11.      | –1  | Caterham    | CT03   | Renault  | P    | 19    | 0        | 0      | 0            | 0               | 0    |

- +/- A csapat helyezése a 2012-es világbajnoksághoz képest.

## Közvetítések
A 2013-as évre a magyarországi közvetítési jogokkal továbbra is az MTVA rendelkezett. Minden futamot és időmérő edzést élőben közvetítettek az M1 csatornán, az M2-n pedig éjszaka megismételték. Újításként pénteken késő éjszaka felvételről leadták az aznapi második szabadedzést, a megszokotthoz képest kötetlenebb kommentárral, a Facebookon feltett nézői kérdésekre is válaszolva. Valamennyi futamot a budapesti stúdióból kommentáltak, kivéve a magyar nagydíjat, amelyről élőben sugározták a teljes Formula–1-es programot (vagyis a pénteki és szombati szabadedzéseket is). A műsorok HD felbontásúak voltak.
A közvetítések kommentátora Szujó Zoltán volt, aki egyúttal a stúdióműsorokat is vezette. A szakkommentátor továbbra is Wéber Gábor volt, a helyszíni riporteri feladatokat Szujótól Bobák Róbert vette át. A stúdióban visszatérő vendégek voltak Kiss Pál Tamás, Michelisz Norbert és Kiss Norbert, a szezonzáró nagydíj közvetítésén pedig Dávid Sándor sportújságíró vendégeskedett. A stúdióműsorokban új rovatok is megjelentek: a sportág fizikai hátterét magyarázó F1-Fizika és a versenyzők erőnléti felkészülését ismertető F1-Fitness. Vasárnap a műsor után még egy óráig folytatódott a stúdióbeszélgetés a hirado.hu/boxutca oldalon.